# Oosterdiep (kanaal)
Het Oosterdiep is een kanaal in de provincie Groningen en vormt een onderdeel van de vaarweg Veendam-Stadskanaal-Ter Apel.

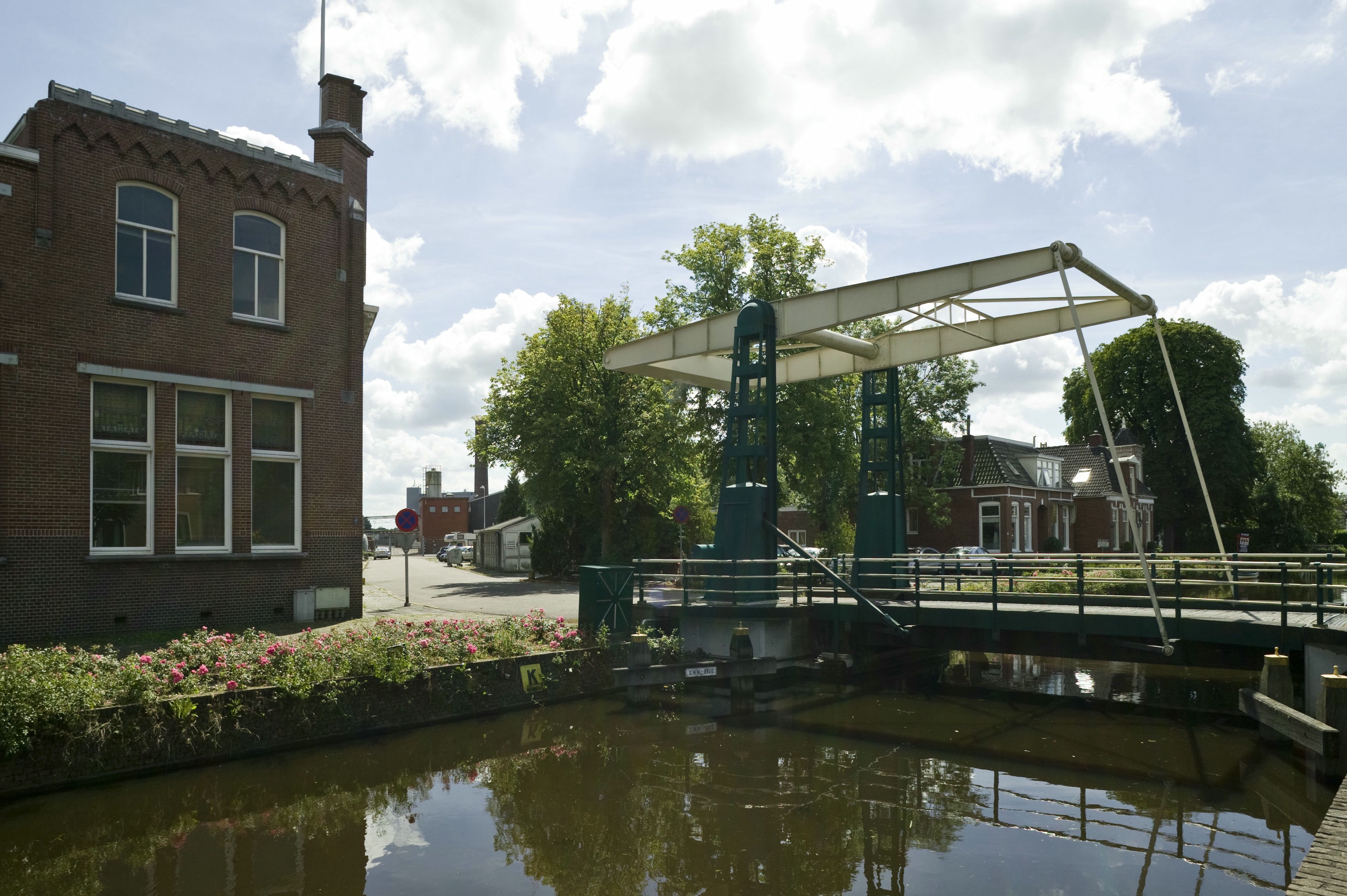
Brug over het Oosterdiep

De toegestane afmetingen gaan tot schepen van 5,80 meter breed. Het kanaal is 2,00 m diep. De vaarweg is CEMT-klasse 0 en begint op kilometerraai 7,3 van het A.G. Wildervanckkanaal. Op kilometer 0,11 ligt een schutsluis met puntdeuren, het Wilhelminaverlaat. De schutkolklengte is 40 m en de wijdte is 7 m. De minimum drempeldiepte is KP -2,25 m. Over het oostelijk hoofd ligt een basculebrug, wijd 7 meter. De hoogte in gesloten stand is KP +1 m. In het Oosterdiep volgen een aantal bruggen en twee sluizen:
- bij km 1,80 het Participantenverlaat, ook wel Middenverlaat of Beneden-Wildervanksterverlaat
- bij km 6,48 het Batjeverlaat of Boven-Wildervanksterverlaat.

Vanaf kilometer 6,7 volgt het Stadskanaal, vanaf kilometer 19,9 volgt het Musselkanaal en op 27,8 kilometer volgt het Ter Apelkanaal.

## Geschiedenis
In 1765 werd door de stad Groningen besloten een kanaal te laten graven van Bareveld tot Ter Apel, dit om de ontginning van het hoogveen van het Bourtangermoeras te bevorderen. Men koos voor een traject langs de rand van de provincie Groningen, parallel aan de Semslinie, de 150 jaar eerder vastgestelde grens tussen Groningen en Drenthe.
Het kanaal kreeg uiteindelijk een lengte van 38 kilometer en werd in 1856 voltooid. Door de turfvaart was in het de negentiende eeuw een van de drukst bevaren vaarroutes in Nederland. Bij de sluizen konden de wachttijden oplopen tot enkele uren. Op deze plaatsen werden dan cafés en winkeltjes gevestigd. Door de aanleg van het kanaal ontstonden de plaatsen Stadskanaal en Musselkanaal.
Aan Drentse zijde werden een aantal zijkanalen gegraven, waarlangs ook een aantal dorpjes ontstonden, de Drentse Monden.
Nadat al het veen was afgegraven, werden op het kanaal veel landbouwproducten vervoerd, zoals aardappelen voor de aardappelmeelindustrie en stro voor de strokartonfabrieken.
Tevens werden er scheepswerven gevestigd waar met name binnenvaartschepen werden gebouwd, maar waar ook kleine zeeschepen van de helling liepen. Door de concurrentie van de vrachtwagens en de schaalvergroting in de binnenvaart verloor het Stadskanaal vanaf de jaren dertig zijn betekenis als waterweg. In de jaren zeventig waren er plannen om het kanaal te dempen, maar een actie onder de plaatselijke bevolking heeft dit voorkomen. Tegenwoordig is er alleen nog recreatievaart op het kanaal aan te treffen.
Dorpen: Bareveld (deels) · Borgercompagnie (deels) · Ommelanderwijk · Tripscompagnie (deels) · Veendam · Wildervank (Bareveld)

Gehuchten: Kibbelgaarn · Numero Dertien · Wildervanksterdallen

Buurtschappen: Boven Veensloot (deels) · Korte Akkers · Westerdiepsterdallen · Zuidwending

Groningen: Steden en dorpen      Nederland: Provincies · Gemeenten